# 王納言 (正德進士)
王納言（1481年—？），字允忠，號北涧，山東濟南府淄川縣人，明朝政治人物。

## 生平
正德庚午山東鄉試第七十五名舉人。正德十二年（1517年）中式丁丑科會試第一百七十五名，登第三甲第五十八名進士。礼部观政，任戶部主事，陞員外郎，督餉大同，升郎中。嘉靖八年（1529年）十二月轉陝西布政司左參議，鎮撫平涼，进副使，丁祖父母喪归。起复河南副使，陞陝西驿传道右參政。十九年十二月考察去职。

## 家族
曾祖王守敬；祖父王瑜；父王隆，曾任監生。母賈氏。重庆下。弟納誨、納陳、納訓。